# 912 Maritima
A 912 Maritima (ideiglenes jelöléssel 1919 FJ) a Naprendszer kisbolygóövében található aszteroida. Friedrich Karl Arnold Schwassmann fedezte fel 1919. április 27-én, Bergedorfban.